# EN15
A Estrada Nacional n.º15- EN 15, é uma estrada nacional que integra a rede nacional de estradas de Portugal. A EN15 faz o trajecto entre Porto e Bragança. Os troços entre Murça e Bragança foram municipalizados, por isso a denominação da estrada passa a ser M 15. O troço entre Pópulo e Murça também foi desclassificado e agora faz parte da ER15. O troço que passa na Serra do Marão e o Vila Real - Pópulo foram desclassificados e agora são estradas de uso local.

## Ramais
EN15-1: Para Ermesinde
EN15-2: Para a estação de Valongo
EN15-3: Para Recarei
EN15-4: Para a estação de Vilarinho das Azenhas
EN15-5: Para a estação de Sendas

## História

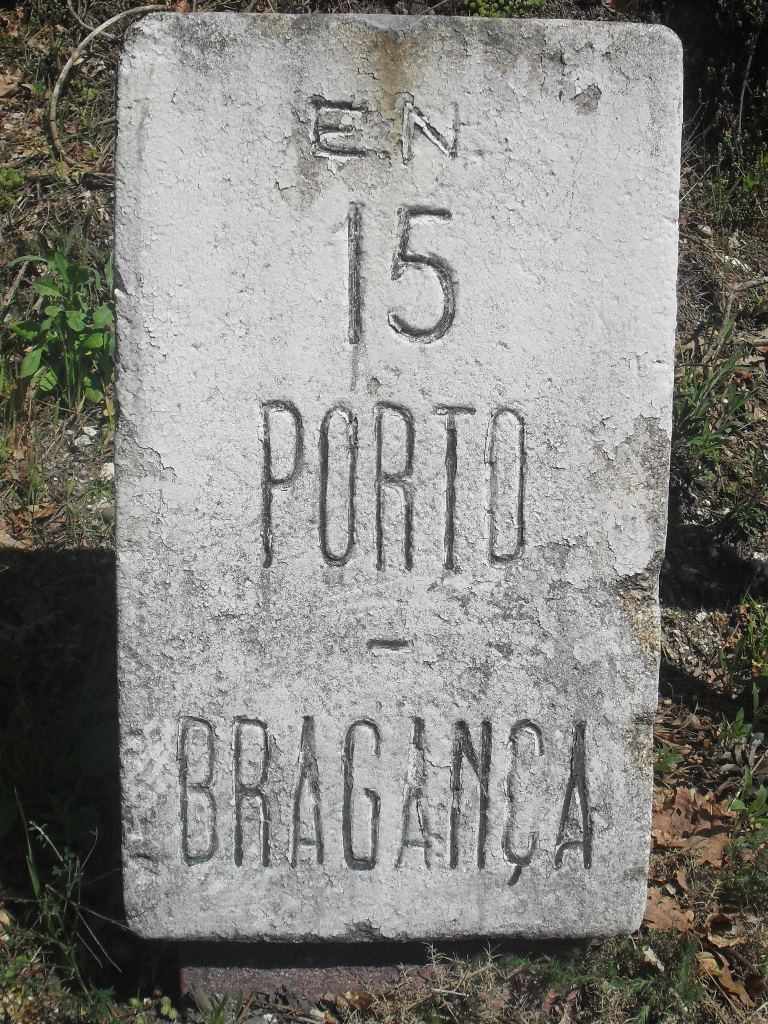
Marco Miriamétrico ao km80 em Ansiães

Foi historicamente a principal via de ligação à região de Trás-os-Montes até à construção do IP4 e da A4. 
Os dois troços mais conhecidos desta estrada são a travessia da Serra do Marão, conhecido popularmente como "Voltinhas do Marão" entre Gondar e a Pousada do Marão, bem como as chamadas "Curvas de Murça", na travessia do vale do Rio Tinhela entre Pópulo e Murça.

## Saídas/Localidades Intermédias
| Distrito                                     | Localidade Intermédia | Estrada que liga                          |
| -------------------------------------------- | --------------------- | ----------------------------------------- |
| Distrito do Porto                            | Porto                 | N 12 (Circunvalação)                      |
| Distrito do Porto                            | Rio Tinto             | N 15-1                                    |
| Distrito do Porto                            | Baguim do Monte       | N 208                                     |
| Distrito do Porto                            | Valongo               | N 209                                     |
| Distrito do Porto                            | Campo                 | N 209 N 15-3 A 4 A 41                     |
| Distrito do Porto                            | Gandra                |                                           |
| Distrito do Porto                            | Astromil              |                                           |
| Distrito do Porto                            | Vandoma               |                                           |
| Distrito do Porto                            | Baltar                | N 319                                     |
| Distrito do Porto                            | Mouriz                | N 106-3                                   |
| Distrito do Porto                            | Paredes               | N 106-2 A 4                               |
| Distrito do Porto                            | Guilhufe              | A 4                                       |
| Distrito do Porto                            | Penafiel              | N 106 N 320                               |
| Distrito do Porto                            | Santa Marta           |                                           |
| Distrito do Porto                            | Croca                 |                                           |
| Distrito do Porto                            | Recesinhos            | N 211 A 4 A 11                            |
| Distrito do Porto                            | Oliveira              | N 320-1 A 11                              |
| Distrito do Porto                            | Serrinha              |                                           |
| Distrito do Porto                            | Alto da Lixa          | N 101                                     |
| Distrito do Porto                            | Estradinha            | N 210                                     |
| Distrito do Porto                            | Amarante              | N 210 N 312 A 4                           |
| Distrito do Porto                            | Padronelo             | N 101 A 4 IP 4                            |
| Distrito do Porto                            | Gondar                |                                           |
| Distrito do Porto                            | Várzea                |                                           |
| Distrito do Porto                            | Candemil              |                                           |
| Distrito do Porto                            | Ansiães               |                                           |
| Distrito do Porto                            | Pousada do Marão      | IP 4                                      |
| Distrito de Vila Real                        | Alto de Espinho       |                                           |
| Distrito de Vila Real                        | Boavista              |                                           |
| Distrito de Vila Real                        | Campeã                | N 304 A 4 IP 4                            |
| Distrito de Vila Real                        | Arrabães              |                                           |
| Distrito de Vila Real                        | Granja                |                                           |
| Distrito de Vila Real                        | Parada de Cunhos      | N 2 IP 4                                  |
| Distrito de Vila Real                        | Vila Real             | N 2 N 313 N 322 N 322-1 IP 4              |
| Distrito de Vila Real                        | Vila Real-Pópulo      |                                           |
| Distrito de Vila Real                        | Pópulo - Murça        | ER15                                      |
| Distrito de Vila Real e Distrito de Bragança | Murça - Bragança      | EM15                                      |
| Distrito de Bragança                         | Bragança              | N 103 N 206 N 217 N 218 N 308 N 217-1 A 4 |